# السافرية
السافرية هي قرية فلسطينية في منطقة يافا.

## جغرافيا القرية
تقع على بعد 11 كم من الجنوب الشرقي ليافا، تبعد عنها الطريق الواصلة بين يافا والقدس كليومترا واحد، وتمر بقربها الطريق الواصلة بين اللد ويافا، أرض القرية أرض سهلية ترتفع 30 مترا عن سطح البحر، تربتها طينية حمراء وتستمدّ مياه الري من الآبار. مساحة القرية 95 دونما ومساحة الأراضي التابعة للقرية 12.747 دونم و12 ألف دونم أراض زراعية، 4951 من الحمضيات أما المزروع من الزيتون هو 25 دونما و10.545 لزراعة البندورة التي اشتهرت بها هذه القرية و575 مشاعا.
وسافرية في اللغة السريانية تعني الصباح والإشراق وتكون تحريف لكلمة جدي الماعز في اللهجة السريانية. لسافيرييا كان معروفا للبيزنطيين والصليبيين سافارا أو سافيريا. وفي صدر الإسلام توفي فيها الفقيه والمحدِّث هانئ بن كلثوم بن عبد الله بن شريك بن صمصم الكندي، ويطلق عليه لقب الكناني الفلسطيني، الذي عاش بفترة الخليفة الاموي عمر بن عبد العزيز، الذي عرضت عليه امرة فلسطين فامتنع.
في عام 1945 كان عدد سكانها 3,070. كان في السافرية مدرسة للبنين تأسست في عام 1920 الذي كان انتساب الأولاد 348 في عام 1945، ومدرسة أخرى للبنات، التي تأسست في عام 1945 إرتادتها 45 فتاة. خربة سوبتارا واحدة من الخرب الجديرة بالذكر في المنطقة.

### فريق كرة قدم السافرية
تأسس في القرية نادي كرة القدم السافرية من ضمن النوادي الفلسطينية التي تأسست في حيفا ويافا والقدس وغزة في فلسطين قبل الانتداب البريطاني تأسس نادي فلسطين لكرة القدم عام 1928. شهدت يافا وقراها نهضة تجارية واقتصادية وثقافية كبيرة وكانت نوادي كرة القدم أحد أهم مظاهر هذه النهضة، وكانت هذه النوادي تعلب ضمن الدرجة الأولى والثانية، وفريق نادي السافرية الرياضي كان يلعب ضمن الدرجة الثانية.

## تهجير القرية
قد هجر سكانها أثناء «عملية حاميتس» في حرب النكبة عام 1948 في 20 مايو 1948.

## القرية اليوم
تتفرق أشجار الجميز والسرو في القرية وهناك أشواك تمتد على طرق القرية بقي في القرية بعذ البيوت المبنية من الطوب والاسمنت ومن ناحية معمارية هي مستطيلة الشكل ذات نوافذ مستطيلة وبقيت المدرستين قائمتين وهما مستطيلتا الشكل والنوافذ رممها اليهود واحتلوا بيوت القرية، اليوم تقوم على أراضي القرية مستزطنة تسفريا وسفرير كفار حفاد وآحيعيزر، التي انضمت كلها لتشكل مدينة استيطانية كبيرة اسمها ريشون ليتسون القريبة من تل أبيب.

## السكان اليوم
لجأ سكان القرية إلى مخيمات اللجوء في الجلزون، والوحدات وغيرها.